# Concurso de Vinos y Pacharán de Calidad de Navarra
El Concurso de Vinos y Pacharán de Calidad de Navarra es un certamen con carácter anual que organiza la Asociación Navarra de Sumilleres para valorar y premiar a los mejores vinos y pacharán de la Comunidad Foral de Navarra, España. 
El evento se lleva a cabo mediante la realización de una cata a ciegas a través de un jurado profesional.

## Premios por categorías
En el concurso están las siguientes categorías:

### En vinos tintos
- Tinto joven.
- Tinto roble.
- Tinto crianza.
- Tinto reserva.
- Tinto alta gama.

### En vinos blancos
- Blanco joven.
- Blanco con barrica.
- Blanco dulce joven.
- Blanco dulce especial.

### En vinos rosados
- Rosado.

### Pacharán Navarro
- Pacharán.